# コスケンニエミ (小惑星)
コスケンニエミ (1697 Koskenniemi) は小惑星帯に位置する小惑星である。ベスタ族と同じような軌道を回っているが、スペクトルからそのメンバーではなく侵入者だと考えられる。
1940年、フィンランドの天文学者ヘイッキ・アリコスキが、トゥルクで発見した。

## 名称
フィンランドの詩人、ヴェイッコ・アンテロ・コスケンニエミ（1885年 - 1962年）に因む。
1980年4月の小惑星回報で、ほぼ連番となっている (1695) ヴァルベック、(1696) ヌルメラ、(1699) ホンカサロ とともに命名が公表された。いずれもトゥルクで発見された小惑星で（発見者は異なる）、古都トゥルクゆかりの学者の名前に因んでいる。また、アリコスキが発見した小惑星に対して (1715) サリ が命名されている。